# Fernando Martín Peña
Fernando Martín Peña (Buenos Aires, 12 de novembre de 1968) és un crític, docent, investigador, col·leccionista, divulgador de cinema i presentador de televisió argentí.

## Biografia
En la dècada del setanta el seu pare treballava en una agència de publicitat i li portava còpies de propagandes en 16 mm, i quan tenia 8 anys li van regalar un projector de Súper 8. Així va començar el seu amor pel cinema i les pel·lícules.
El 1991 es va graduar al Centro Experimental de Realización Cinematográfica (Cerc, avui Escuela Nacional de Experimentación y Realización Cinematográfica, Enerc) en l’orientació Crítica i Investigació. En 1993 va fundar la revista de cinema Film, que va codirigir al costat de Paula Félix Didier, Sergio Wolf i Aldo Paparella fins a 1998. En 1994 va crear al costat d'Octavio Fabiano la Filmoteca Buenos Aires, entitat privada dedicada a la preservació i difusió del cinema, a la qual poc després se'ls va sumar el col·leccionista Fabio Manes. A més, Peña va ser amic del crític uruguaià Homero Alsina Thevenet -de qui va heretar la seva biblioteca-, del cineclubista Salvador Sammaritano i de l'investigador Jorge Miguel Couselo. Considera als tres com els seus mestres.
Va ser productor de tres cicles televisius, entre ells Caloi en su tinta, conduït per Caloi, i un dels fundadors de l'Associació de Suport al Patrimoni Audiovisual (Aprocinain), que va rescatar prop de 300 pel·lícules argentines que corrien risc de perdre's.Va ser un dels impulsors de la reglamentació de la Llei 25.119, sancionada en 1999, que va crear la cinemateca nacional.
De sde 2002 Peña és el responsable de l’àrea de cinema del Museo de Arte Latinoamericano de Buenos Aires (Malba). Entre novembre de 2004 i desembre de 2007 va ser director del Buenos Aires Festival Internacional de Cinema Independent (Bafici). És col·laborador habitual del Festival Internacional de Cinema de Mar del Plata.
Com a investigador, Peña va recuperar diverses pel·lícules que es consideraven perdudes o incompletes. En 1997 va armar una còpia de Los traidores (1973), de Raymundo Gleyzer, a partir de fragments enterrats en diferents cases. El 2008 va trobar al Museo del Cine Pablo Ducrós Hicken una còpia en format de 16 mm de la pel·lícula Metropolis, que si bé no presentava el metratge complet sí que incloïa la major part d'ell, la qual cosa va suposar la incorporació de 26 minuts pràcticament inèdits des de la seva estrena, el 1927. El 2009 va trobar al Museo del Fin del Mundo, a Ushuaia, diversos curts breus del caricaturista Quirino Cristiani, l'obra del qual es considerava totalment perduda. El 2013 va descobrir una versió del curt El ferrater, de Buster Keaton, amb escenes que no apareixen en la versió original de 1922. També va recuperar i va preservar una versió completa de la realització col·lectiva Argentina, mayo de 1969: el camino de la liberación. I en 2013 va trobar una còpia de major durada de Los inundados (1962), de Fernando Birri.
Des de desembre de 2006 condueix el cicle de cinema Filmoteca, temas de cine en la mitjanit de la TV Pública de l'Argentina, en el qual entre 2007 i 2013 va estar acompanyat per Fabio Manes, qui va morir en el 2014. Des de 2015 es va sumar com a convidat en diverses oportunitats el crític Roger Koza, qui a partir del 2016 és co-conductor del programa al costat de Peña.
Peña també programava el cicle gratuït de cinema Filmoteca en viu, a la sala de la Enerc -institució on és docent-, i va crear el festival alternatiu Bazofi. En tots dos les pel·lícules es projectaven exclusivament en suport fílmic.
Des de març de 2022, programa el cicle gratuït Filmoteca en viu a la sala 614 del del Centro Cultural Kirchner.

## Llibres publicats
- Gag: la comedia en el cine (1895-1930) (Biblos, 1991)
- Leopoldo Torre Nilsson (Centro Editor de América Latina, 1993)
- René Mugica (Centro Editor de América Latina, 1993)
- El cine quema: Raymundo Gleyzer (ediciones De la Flor, 2000). En col·laboració amb Carlos Vallina.
- Cine de Súper Acción (editorial Norma, 2001). En col·laboració amb Diego Curubeto.
- Generaciones 60/90 (Malba, 2003). Editor.
- El cine quema: Jorge Cedrón (Altamira - Bafici, 2003)
- Metrópolis (Fan ediciones, 2011)
- Cien años de cine argentino (Biblos, 2012)
- El cine es automóvil y poema (Eudeba, 2013). En col·laboració amb Máximo Eseverri.
- Cine maldito (La Tercera Editora, 2021)

## Filmografia

### Director
- Cómo se hizo "El exilio de Gardel" (Argentina-2010), de Fernando Martín Peña.

### Intèrpret
- Peaje (Argentina, 2000/2010), de Roly Rauwolf, amb Raúl Perrone i Fernando Martín Peña